# Bandiera della Città del Vaticano
La bandiera della Città del Vaticano consiste di due bande verticali: quella sul lato dell'asta è gialla, mentre l'altra è bianca. Al centro della parte bianca si trovano le chiavi di san Pietro incrociate e la tiara papale (triregno).

## Descrizione
Secondo la Legge fondamentale dello Stato della Città del Vaticano, all'articolo 23.1, «è costituita da due campi divisi verticalmente, uno giallo aderente all'asta e l'altro bianco, e porta in quest'ultimo la tiara con le chiavi»; viene posto come riferimento un modello nell'allegato A della Legge.
Una versione errata della bandiera, contenente alcune parti in rosso (in particolare la parte inferiore alla tiara), si è diffusa in anni recenti su Internet, ed è stata commercializzata a lungo prima di essere corretta. 
Il vessillo della Città del Vaticano è, assieme alla bandiera svizzera, una delle due sole bandiere nazionali di forma quadrata. Quella del Belgio ha i lati quasi uguali, come lunghezza, proporzione 13:15, e appare quindi, sventolando, come se fosse quadrata. Dentro la Città del Vaticano le bandiere esposte non sono però quasi mai di forma quadrata, infatti appaiono solitamente in forma rettangolare.

## Storia
Nel 1808 Papa Pio VII ordinò alla Guardia nobile del Vaticano e ad altre truppe di sostituire il colore rosso con il bianco, tradizionalmente associato allo Stato Pontificio, in quanto associato al senato e al popolo romano, per distinguerle dalle truppe che erano state incorporate nell'esercito di Napoleone.
Nel 1803 lo Stato Pontificio iniziò ad utilizzare una bandiera mercantile bianca con lo stemma pontificio al centro. Questa bandiera fu ufficializzata il 7 giugno 1815. Il 17 settembre 1825 fu sostituita con una bandiera gialla e bianca che prese i suoi colori dai materiali della chiave (giallo per l'oro, bianco per l'argento). Questi colori furono probabilmente ripresi dalla bandiera del 1808 della Guardia Palatina. Questo è stato il primo bicolore utilizzato dallo Stato Pontificio e l'antenato della moderna bandiera della Città del Vaticano. La bandiera mercantile fungeva anche da bandiera di stato a terra.
A partire dal 1831, la fanteria pontificia sventolò bandiere quadrate gialle e bianche. All'inizio erano divisi diagonalmente, ma dopo il 1849 furono divisi verticalmente come la bandiera mercantile. L'ultimo colore di fanteria, adottato nel 1862, era una semplice bandiera quadrata bianca e gialla.
L'8 febbraio 1849, mentre Papa Pio IX era in esilio a Gaeta, fu proclamata la Repubblica Romana. La bandiera del nuovo governo era il tricolore italiano con il motto "Dio e Popolo" sulla fascia centrale. Il governo pontificio e le sue bandiere furono ripristinate il 2 luglio 1849. Il 20 settembre 1870 lo Stato Pontificio fu conquistato dall'Italia e le bandiere gialle e bianche caddero in disuso.
Dopo la firma dei Patti Lateranensi nel 1929, le autorità pontificie decisero di utilizzare la bandiera mercantile del 1825 come bandiera di stato del futuro stato indipendente della Città del Vaticano. Tuttavia, il disegno ufficiale nella costituzione utilizzava un disegno della bandiera di fanteria quadrata del 1862 come modello. Il trattato entrò in vigore il 7 giugno 1929, e con esso la nuova bandiera vaticana quadrata.
La bandiera del Vaticano fu innalzata per la prima volta l'8 giugno 1929, giorno successivo alla nascita dello Stato della Città del Vaticano.

## Ruolo internazionale
Per la legislazione italiana è considerata bandiera di uno Stato estero ed è quindi tutelata dall'art. 299 del Codice penale.

## Significato
In araldica, giallo e bianco normalmente rappresentano due metalli, oro e argento, che non vengono mai accostati. Una speciale eccezione è fatta in questo caso, perché rappresentano anche le chiavi di san Pietro. Queste chiavi hanno le scanalature del meccanismo a forma di croce.

La tiara papale, detta anche «triregno» (in quanto costituita da una struttura quasi conica, sulla quale sono fissate tre corone, una sopra l'altra) è caratterizzata dalla presenza, come in ogni mitra vescovile, delle infule, due strisce di stoffa che, nell'uso, scendono sulle spalle del pontefice.

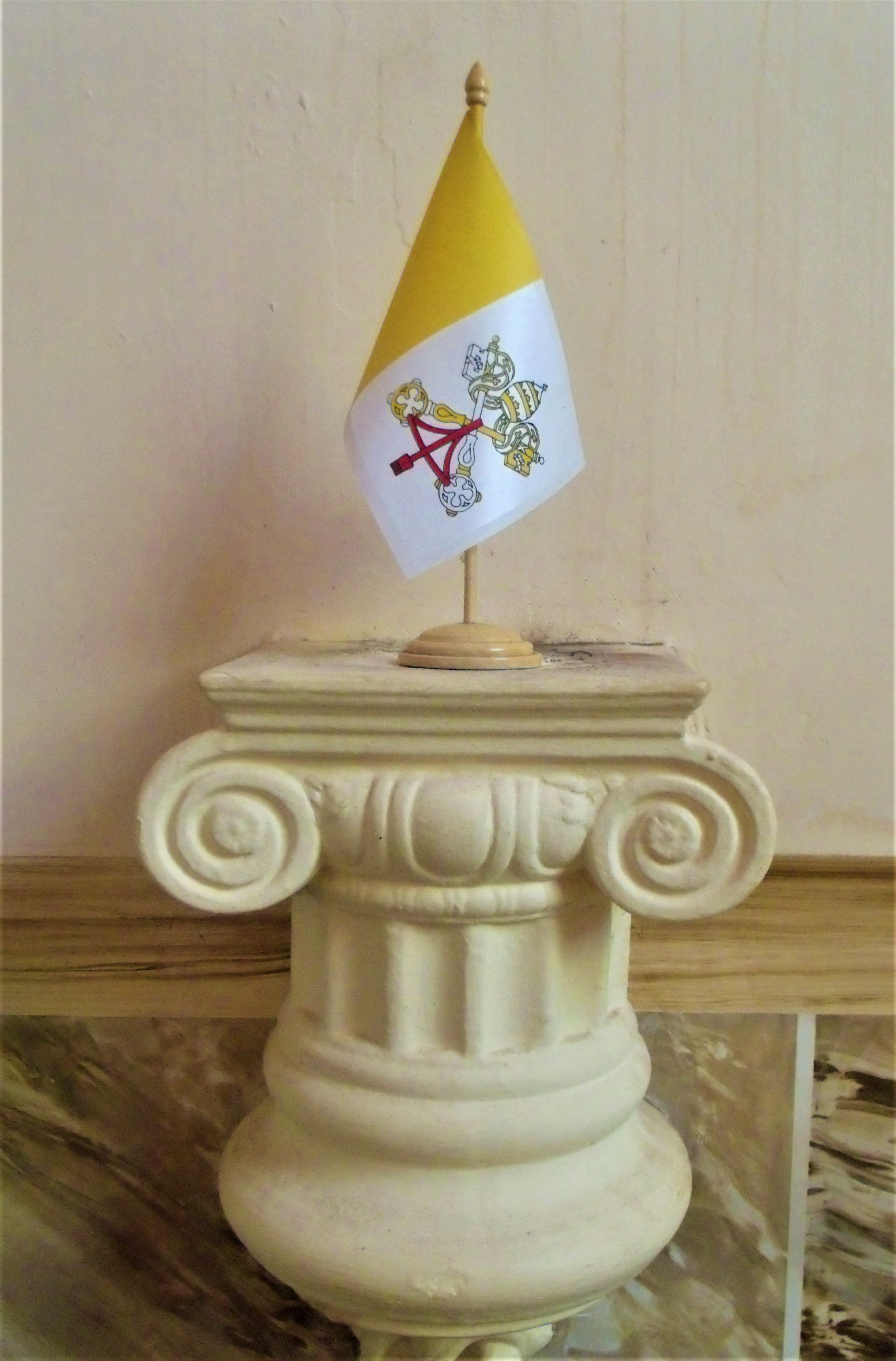
Bandiera da tavolo.

## Bandiere storiche

Stendardo dello Stato Pontificio (754-1808)
Bandiera di Stato e navale dello Stato Pontificio (1808-1870)
Bandiera Navale dello Stato Pontificio (1850-1870)
Bandiera della Repubblica Romana (1849)
Bandiera della Fanteria Pontificia (1862-1870)
Bandiera che sventolò su Porta Pia nel 1870 durante la presa di Roma
Bandiera della Città del Vaticano (2001-2023)
Bandiera della Città del Vaticano (2023-oggi)